# Antònia Torrent Martori
Antònia Torrent i Martori (Arenys de Munt, 1906-2004). Escriptora i periodista. Des de molt jove sentí inclinació per l'escriptura i el món de la cultura. A partir dels anys 20 començà a col·laborar en diverses publicacions periòdiques, tant locals com de Barcelona. Trobem articles seus a El Matí, El Dia Gràfico, Flama, La dona catalana i al diari La Rambla. Els seus escrits reflecteixen els valors republicans d'igualtat social, llibertat i educació. Escriu sobre la condició de la dona, la importància de l'ensenyament... i també es fa ressò dels indrets més bonics d'Arenys de Munt, així com de l'art de les puntes al coixí, una manufactura molt arrelada al poble. També va escriure poesies, algunes de les quals apareixen en antologies de l'època. D'aquestes poesies, així com de col·laboracions diverses, n'hi ha una relació a la pàgina web Escriptores Republicanes. Va ser la responsable de la primera biblioteca d'Arenys de Munt, inaugurada l'any 1933, la qual va dinamitzar creant l'associació "Amics de la Biblioteca" i organitzant conferències, cursets, presentacions de llibres i altres activitats. Fou bibliotecària municipal fins al 1939 quan va ser depurada en acabar la Guerra Civil Espanyola. Amb tot, cap als anys cinquanta creà l'associació "Amigos de Arenys de Munt" i va ser corresponsal d'Arenys de Munt a La Vanguardia.
Dona nom a la biblioteca municipal d'Arenys de Munt.